# Protokół Aleksandryjski
Protokół Aleksandryjski – dokument podpisany 7 października 1944 roku w Aleksandrii przez przedstawicieli pięciu państw (Egiptu, Syrii, Libanu, Iraku i Transjordanii) w sprawie utworzenia Ligi Państw Arabskich.
W dniach 26 września – 7 października 1944 r. odbyła się w Aleksandrii konferencja przygotowawcza w spawie utworzenia federacji państw arabskich. Wzięli w niej udział premierzy Egiptu Mustafa an-Nahhas, Syrii Sad Allah al-Dżabiri, Libanu Rijad as-Sulh, Iraku Hamdi al-Badżahdżi i Transjordanii Taufik Abu al-Huda. W charakterze obserwatorów w konferencji uczestniczyli przedstawiciele Arabii Saudyjskiej i Jemenu.
Uczestnicy podpisali protokół, w którym ustalono utworzenie Ligi Państw Arabskich. W jej skład miały wejść dobrowolnie niezależne kraje arabskie. Przewidziano zwołanie na następny rok konferencji założycielskiej mającej uchwalić statut organizacji.
Poza sprawami dotyczącymi Ligi Arabskiej Protokół poruszał dodatkowo dwie kwestie:
- potwierdzono uznanie Libanu za niepodległe i suwerenne państwo w istniejących granicach
- sprawę Palestyny - oświadczono, że Palestyna odgrywa bardzo ważną rolę w świecie arabskim oraz że naruszanie praw Palestyńczyków nie będzie sprzyjało pokojowi; zadeklarowano pomoc Arabom w Palestynie, również ekonomiczną - w tym celu założono specjalny fundusz (Arab National Fund - często oskarżany później o wspieranie działań terrorystycznych).  Oświadczono też, że krzywdy, których Żydzi doznali w państwach europejskich nie mogą być naprawiane przez krzywdy dokonywane na Arabach, określono syjonizm jako siłę niesprawiedliwości i agresji.